# Martin Mörlin
Martin Mörlin (* um 1490; † 13. Juni 1548 in Murrhardt) war ein katholischer Priester, Benediktiner und Abt des Klosters St. Januarius in Murrhardt.

## Leben und Wirken

### Frühe Jahre
Martin Mörlin wurde um das Jahr 1490 geboren; der Ort seiner Geburt ist nicht bekannt. Nach einer nicht belegbaren These von Gerhard Fritz begann er seine geistliche Laufbahn als Mönch im Kloster Lorch und kam gemeinsam mit seinem Vorgänger im Abtamt, Oswald Binder, im Dezember 1510 im Rahmen einer Versetzung von dort als Konventuale in das Kloster Murrhardt. Nach dem Scheitern des Versuchs von Binder, die zerrütteten wirtschaftlichen Verhältnisse des Klosters Murrhardt zu sanieren, wurde Mörlin um das Jahr 1519 zum Grosskeller der Abtei berufen. Ihm gelang es durch eine geschickte Finanzpolitik und die konsequente Eintreibung klösterlicher Außenstände, die Schuldenlast des Klosters in kurzer Zeit zu reduzieren und dessen wirtschaftliche Handlungsfähigkeit wieder vollständig herzustellen – gleichzeitig dürfte die damit einhergehende steuerliche Belastung der Bevölkerung ein nicht unerheblicher Grund für die verheerende Plünderung des Murrhardter Klosters im Zuge des Bauernkrieges von 1525 gewesen sein.

### Abtwahl und Reformation
Nach dem Tod Binders wurde Martin Mörlin am 3. Januar 1528 im Beisein der Äbte Johannes Schultheiss von Hirsau und Laurentius Autenrieth von Lorch durch den Konvent des Klosters Murrhardt zum neuen Abt gewählt.
Die Rückkehr Herzog Ulrichs von Württemberg aus der Verbannung nach der Schlacht bei Lauffen veränderte die politische und rechtliche Situation des Klosters Murrhardt und seines Abtes auf dramatische Weise. Der Herzog war während seines Exils bei Landgraf Philipp von Hessen zum entschiedenen Verfechter des Protestantismus geworden und verfolgte seine Ziele, die Einführung der Reformation in Württemberg und die Aufhebung aller katholischen Klöster, mit eiserner Strenge. Ein erster Versuch Ulrichs im Jahr 1535, das Kloster zwangsweise aufzuheben, scheitere noch am erbitterten Widerstand Mörlins und des Murrhardter Konvents. Im Gegenzug ließ Ulrich alle im Kloster befindlichen Kleinodien, darunter auch ein kostbares Silbergefäß aus dem 9. Jahrhundert mit dem mumifizierten Herzen Kaiser Ludwigs dem Frommen, beschlagnahmen und in Stuttgart einschmelzen – ein kunsthistorischer Verlust von unabschätzbarem Ausmaß.
Auch ein zweiter Versuch der Klosteraufhebung Anfang Januar 1536 scheiterte, bis schließlich der von Ulrich neu bestellte Klostervogt Jakob Hofsess am 22. Januar 1536 das klösterliche Leben endgültig unterband und den Konvent bis auf Abt Mörlin, seinen Prior Thomas Carlin sowie zwei gebrechliche Mönche aus Murrhardt vertrieb. Das Kloster Murrhardt war somit Kraft herzoglichen Befehls aufgehoben und die Befugnisse des Abtes gingen auf den Klostervogt über.

### Nach der Auflösung des Klosters und letzte Jahre
Auch nach der Auflösung des Klosters blieb Martin Mörlin nominell Abt, jedoch faktisch ohne jedwede Rechte – zudem unterband Klostervogt Hofsess auch strikt alle Kontakte außerhalb der Klostermauern. Nach dem Hinscheiden der beiden gebrechlichen Mönche verblieben nur noch Mörlin und Prior Carlin im Murrhardter Kloster und waren unter der Aufsicht des Vogtes als Mitverwalter der fortbestehenden Klosterwirtschaft tätig. Dieses Arrangement dauerte für die nächsten zehn Jahre an, bis die Teilnahme Württembergs am Schmalkaldischen Krieg auf Seiten des protestantischen Bundes zur Besetzung des Herzogtums durch die Armeen Kaiser Karls V. führte. Auch im Murrhardter Umland lagerten im Winter 1546 spanische Besatzungstruppen und die Bevölkerung litt unter Plünderungen und Brandschatzung. Für Murrhardt indes konnte der durch die Siege Karls V. wiedererstarkte Abt Mörlin einen kaiserlichen Schutzbrief erwirken – im Rahmen einer Audienz am 20. Dezember 1546 bei dem im nahen Schwäbisch Hall weilenden Kaiser erhielt Mörlin eine Salvaguardia, in der Karl seinen Solsdaten Übergriffe gegen das Kloster und die Stadt Murrhardt ausdrücklich untersagte.
Das für Murrhardt im Frühsommer 1548 nahende Interim und die Wiedereinsetzung des Murrhardter Klosterkonvents erlebte Martin Mörlin jedoch nicht mehr, da er am 13. Juni 1548 im Alter von 58 Jahren in Murrhardt verstarb. Sein Nachfolger im Amt des Abtes wurde der bisherige Prior Thomas Carlin.

## Sonstiges
Das Grabdenkmal des Martin Mörlin hat sich leider nicht erhalten, der Wortlaut der Grabinschrift, deren Verfasser wohl sein Nachfolger Thomas Carlin war, wurde aber durch historischen Aufzeichnungen überliefert:
Habes, viator, in hoc conditorio ossa pijssimi praeclarique viri, Martini, Abbatis Monasterij Murrhart: qui strenue summa animi fortitudine constantiaque vitam duxit: qui etiam miseris succurrere didicit. Iam vero in communem abijt locum, Christianissime atque catholice. Cuius anima Deo viuat. Vixit annis 58. et anno a Christo nato 1548. die 13. Iunij emigrauit.
(In diesem Grab, Wanderer, hast du die Gebeine des frömmsten und höchst ausgezeichneten Mannes: Martins, Abtes des Klosters Murrhardt, der wacker und mit größter Charakterstärke und Beharrlichkeit seinen Lebensweg verfolgt hat, der auch gelernt hat, den Armen zu helfen. Nun aber ist er dahingegangen ins Reich der Toten als guter Christ und Katholik. Seine Seele lebe in Gott! Er lebte 58 Jahre und ist im Jahr 1548 nach Christi Geburt am 13. Juni gestorben).